# Aeroportul Internațional Kotoka
Aeroportul Internațional Kotoka (IATA: ACC, ICAO: DGAA) este un aeroport din La-Dade-Kotopon Municipal District⁠(d), Regiunea Marea Accra, Ghana ce deservește zona Accra. Aeroportul a fost tranzitat în 2022 de 2.805.347 de pasageri. A fost numit după zona deservită.
Situat la o altitudine de 62 m, aeroportul dispune de 1 pistă.

## Infrastructură

### Piste
Aeroportul dispune de o singură pistă. Pista 03/21 are suprafața de asfalt și dimensiunile 3.403 m × 60 m. 